# Holconia flindersi
Holconia flindersi là một loài nhện trong họ Sparassidae.
Loài này thuộc chi Holconia. Holconia flindersi được Arthur Stanley Hirst miêu tả năm 1991.